# Pararge adrastoides
Pararge adrastoides är en fjärilsart som beskrevs av Theophil Bienert 1870. Pararge adrastoides ingår i släktet Pararge och familjen praktfjärilar. Inga underarter finns listade i Catalogue of Life.

## Bildgalleri

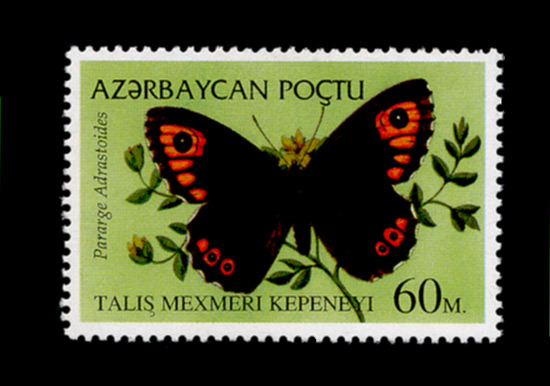
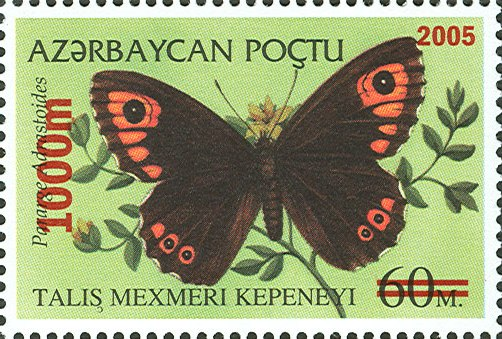